# 孟鑑
孟鑑（1408年—？），字克明，直隸保定府博野縣人，民籍。明朝政治人物。進士出身。

## 生平
順天府鄉試中舉。宣德八年（1433年）癸丑科會試第九十九名，殿試登進士第三甲第五十七名，除吏科給事中，歷陞都給事中，遷戶部左侍郎。景泰年間被免，后起用南京工部左侍郎。

## 家族
曾祖孟甫安。祖父孟遇春。父亲孟桓，曾任開封府通判。母牛氏。慈侍下。娶展氏。